# ميلتون رايت
ميلتون رايت (بالإنجليزية: Milton Wright)‏ هو محرر وقسيس أمريكي، ولد في 17 نوفمبر 1828 في Rushville Township, Rush County, Indiana ‏ في الولايات المتحدة، وتوفي في 3 أبريل 1917 في أوكوود كوياهوغا مقاطعة في الولايات المتحدة.

## وصلات خارجية
- ميلتون رايت على موقع الموسوعة البريطانية (الإنجليزية)